# Bill Daley
William Michael (Bill) Daley (Chicago (Illinois), 9 augustus 1948) is een Amerikaans bestuurder, oud-bankier en oud-advocaat.
Als lid van de Democratische Partij was hij van 1993 tot 1997 een adviseur van Bill Clinton, daarna was hij van 1997 tot 2000 minister van Economische Zaken in het kabinet van president Clinton. Op 7 januari 2011 werd hij door president Barack Obama genomineerd als de nieuwe stafchef van het Witte Huis als opvolger van Rahm Emanuel, die eerder zijn ontslag had ingediend om zich voor te bereiden voor de verkiezing voor het burgemeesterschap van Chicago. Daarnaast was hij als topbestuurder lid van de raad van bestuur van JPMorgan Chase, Boeing, Merck & Co en de Loyola-universiteit Chicago. Een jaar later, op 9 januari 2012, diende hij zijn ontslag in bij president Obama om te worden opgevolgd door Jack Lew.
John Steelman · Sherman Adams · Wilton Persons · Kenneth O'Donnell · Marvin Watson · Jim Jones · Bob Haldeman · Alexander Haig · Donald Rumsfeld · Dick Cheney · Hamilton Jordan · Jack Watson · James Baker · Donald Regan · Howard Baker · Kenneth Duberstein · John Sununu I · Samuel Skinner · James Baker · Mack McLarty · Leon Panetta · Erskine Bowles · John Podesta · Andrew Card · Joshua Bolten · Rahm Emanuel · Pete Rouse · Bill Daley · Jack Lew · Denis McDonough · Reince Priebus · John Francis Kelly · Mick Mulvaney · Mark Meadows · Ron Klain · Jeff Zients
- International Standard Name Identifier: 0000 0001 2028 1717
- Library of Congress Control Number: no97055134
- National Archives and Records Administration: 10573694
- Nationale Bibliotheek van Tsjechië: pna2011637471
- SNAC: w65z8bqm
- Virtual International Authority File: 70998481
- WorldCat: E39PBJgXfJJVyRTCyWDDHyXfMP